# Modeord
Ett modeord är ett ord som för tillfället är särskilt vanligt. Modeord syftar alltså på att ordet "är på modet", därav namnet. Även trendord och buzzword kan förekomma men är inte belagt i Svenska Akademiens ordböcker.
Vissa modeord har funnits i språket sedan tidigare men blivit vanligare. Andra kan vara sammansättningar av andra ord eller lånord som av någon anledning ofta används i språket. Ett exempel är multimedia som var ett modeord under 1990-talet i marknadsföringen av exempelvis datorer i en tid då långt ifrån alla på konsumentmarknaden hade integrerat stöd för bild samt video med ljud. Ett annat exempel är citatet: "många stördes av modeordet 'fokusera' ", där det syftar på ett ord som ansågs överutnyttjas vid tiden.
Modeord är ingen ny företeelse. Det nämns i svenska språket första gången 1794. Plattform i betydelsen förhandlingsbasis, utgångspunkt för diskussion och dylikt var ett modeord i pressen från mitten av 1890-talet, till exempel Vårt Land 1894, Göteborgs Handels- och Sjöfartstidning 1896, Sydsvenska Dagbladet 1899; i denna betydelse ytterst från engelskan.